# Kanton Chalon-sur-Saône-Nord
Der Kanton Chalon-sur-Saône-Nord war von 1790 bis 2015 ein französischer Wahlkreis im Arrondissement Chalon-sur-Saône, im Département Saône-et-Loire und in der Region Burgund; sein Hauptort war Chalon-sur-Saône.

## Gemeinden
Der Kanton bestand aus sieben Gemeinden und einem Teil der Stadt Chalon-sur-Saône (angegeben ist hier die Gesamteinwohnerzahl, im Kanton lebten etwa 11.500 Einwohner der Stadt):
| Gemeinde          | Einwohner Jahr | Fläche km² | Bevölkerungsdichte | Code INSEE | Postleitzahl |
| ----------------- | -------------- | ---------- | ------------------ | ---------- | ------------ |
| Chalon-sur-Saône  | 45.166 (2013)  | –          | – Einw./km²        | 71076      | 71100        |
| Champforgeuil     | 2.395 (2013)   | 7,29       | 329 Einw./km²      | 71081      | 71530        |
| Crissey           | 2.497 (2013)   | 10,97      | 228 Einw./km²      | 71154      | 71530        |
| Farges-lès-Chalon | 708 (2013)     | 3,94       | 180 Einw./km²      | 71194      | 71530        |
| Fragnes           | 1.024 (2013)   | 3,86       | 265 Einw./km²      | 71204      | 71530        |
| La Loyère         | 436 (2013)     | 5,77       | 76 Einw./km²       | 71265      | 71530        |
| Sassenay          | 1.577 (2013)   | 18,91      | 83 Einw./km²       | 71502      | 71530        |
| Virey-le-Grand    | 1.305 (2013)   | 12,65      | 103 Einw./km²      | 71585      | 71530        |